# Colorful (chanson de ClariS)
Singles de ClariS
Reunion
(2013) Click
(2014)
Pistes de Party Time
Kakurenbo
(10) Orange
(12)
Colorful (カラフル, Karafuru) est une chanson pop du duo d'idoles japonaises ClariS, écrite par Shō Watanabe. C'est le huitième single du groupe sorti le 30 octobre 2013 chez SME Records. La chanson a été utilisée comme le générique d'introduction pour le troisième film d'animation de la licence Puella Magi Madoka Magica, Puella Magi Madoka Magica: Rebellion. Un clip a été produit pour "Colorful", dirigé par Jungo. Le single a culminé à la 3e place du classement musical hebdomadaire japonais de l'Oricon.

## Composition
"Colorful" est une chanson pop japonaise avec l'instrumentation de piano, de violon et de batterie. Le morceau est réglé sur une mesure de temps commun et défile sur un tempo de 178 battements par minute. À partir d'une tonalité de Sol bémol majeur, l'introduction commence avec une boîte à musique et ajoute le piano, la batterie et le violon pour passer au premier couplet, suivi du refrain en La bémol majeur. Après un court pont, la tonalité en retourne en Sol bémol majeur pour le deuxième couplet et encore suivi du refrain en La bémol majeur qui utilise la même musique avec des paroles différentes.
Ceci est immédiatement suivi du troisième couplet, interposé avec un court break en Fa majeur suivie d'un Sol bémol majeur, avant de terminer le troisième verset toujours en Sol bémol majeur. Tout cela est directement suivi par le refrain dans La bémol majeur en tant qu'outro. Une coda est utilisée pour conclure la chanson.

## Sortie et réception
"Colorful" a été publié dans une édition régulière et deux limitées, le 30 octobre 2013, en CD par la SME Records au Japon,,. L'une des versions d'édition limitée a été emballée avec artworks de Puella Magi Madoka Magica et au lieu de contenir une version instrumentale de "Colorful" comme dans les deux autres éditions, elle a une version courte de la chanson,. L'autre édition limitée a été livrée avec un DVD contenant le clip pour "Colorful".

Le single a culminé à la 3e place du classement musical hebdomadaire japonais de l'Oricon, et y resté classé pendant 19 semaines. "Colorful" a débuté et a culminé à la 2e place du Japan Hot 100 de Billboard.

## Liste des pistes
| 1.    | Colorful (カラフル, Karafuru)                | Shō Watanabe    | Shō Watanabe    | Atsushi Yuasa   | 4:33 |
| 2.    | Surely                                       | Manabu Ida      | Manabu Ida      | Manabu Ida      | 4:21 |
| 3.    | Pieces                                       | Mayuko Maruyama | Mayuko Maruyama | Mayuko Maruyama | 4:18 |
| 4.    | Colorful (カラフル, Karafuru) (Instrumental) |                 | Shō Watanabe    | Atsushi Yuasa   | 4:33 |
| 17:45 |                                              |                 |                 |                 |      |

| Madoka Magica édition limitée | Madoka Magica édition limitée          | Madoka Magica édition limitée | Madoka Magica édition limitée | Madoka Magica édition limitée | Madoka Magica édition limitée | Madoka Magica édition limitée | Madoka Magica édition limitée | Madoka Magica édition limitée | Madoka Magica édition limitée |
| No                            | Titre                                  | Paroles                       | Musique                       | Arrangement                   | Durée                         |                               |                               |                               |                               |
| ----------------------------- | -------------------------------------- | ----------------------------- | ----------------------------- | ----------------------------- | ----------------------------- | ----------------------------- | ----------------------------- | ----------------------------- | ----------------------------- |
| 1.                            | Colorful (カラフル, Karafuru)          | Shō Watanabe                  | Shō Watanabe                  | Atsushi Yuasa                 | 4:33                          |                               |                               |                               |                               |
| 2.                            | Surely                                 | Manabu Ida                    | Manabu Ida                    | Manabu Ida                    | 4:21                          |                               |                               |                               |                               |
| 3.                            | Pieces                                 | Mayuko Maruyama               | Mayuko Maruyama               | Mayuko Maruyama               | 4:18                          |                               |                               |                               |                               |
| 4.                            | Colorful (カラフル, Karafuru) (TV Mix) |                               | Shō Watanabe                  | Atsushi Yuasa                 | 1:35                          |                               |                               |                               |                               |
| 14:47                         |                                        |                               |                               |                               |                               |                               |                               |                               |                               |

| 1. | Colorful (Clip) | 4:33 |

## Personnel
| ClariS - Clara – Chant - Alice – Chant | Production - Takashi Koiwa – Mixage audio - Kōtarō Kojima – Mastering - Tatsuo Murai – Design, Direction artistique |

## Classements
| Classement (2013)          | Meilleure position |
| -------------------------- | ------------------ |
| Japan Hot 100 de Billboard | 2                  |
| Weekly Singles de l'Oricon | 3                  |